# Mastigodryas danieli
Mastigodryas danieli är en ormart som beskrevs av Amaral 1935. Mastigodryas danieli ingår i släktet Mastigodryas och familjen snokar. Inga underarter finns listade i Catalogue of Life.
Arten förekommer i norra Colombia. Den lever i kulliga områden och i bergstrakter upp till 2000 meter över havet. Mastigodryas danieli vistas främst i regnskogar, molnskogar och andra fuktiga skogar. Den besöker ibland måttlig torra skogar och kulturlandskap.
Några exemplar dödas av människor som inte vill ha ormar nära sin bostad. IUCN listar arten som livskraftig (LC).